# Tisserantiella pulchella
Tisserantiella pulchella là một loài rêu trong họ Rhachitheciaceae. Loài này được (Thér. & Hilp.) R.H. Zander mô tả khoa học đầu tiên năm 1993.